# RAB19
RAB19 (англ. RAB19, member RAS oncogene family) – білок, який кодується однойменним геном, розташованим у людей на 7-й хромосомі. Довжина поліпептидного ланцюга білка становить 217 амінокислот, а молекулярна маса — 24 400.
| 10         |  | 20         |  | 30         |  | 40         |  | 50         |
| ---------- |  | ---------- |  | ---------- |  | ---------- |  | ---------- |
| MHFSSSARAA |  | DENFDYLFKI |  | ILIGDSNVGK |  | TCVVQHFKSG |  | VYTETQQNTI |
| GVDFTVRSLD |  | IDGKKVKMQV |  | WDTAGQERFR |  | TITQSYYRSA |  | HAAIIAYDLT |
| RRSTFESIPH |  | WIHEIEKYGA |  | ANVVIMLIGN |  | KCDLWEKRHV |  | LFEDACTLAE |
| KYGLLAVLET |  | SAKESKNIEE |  | VFVLMAKELI |  | ARNSLHLYGE |  | SALNGLPLDS |
| SPVLMAQGPS |  | EKTHCTC    |  |            |  |            |  |            |

A: Аланін

C: Цистеїн

D: Аспарагінова кислота

E: Глутамінова кислота

F: Фенілаланін

G: Гліцин

H: Гістидин

I: Ізолейцин

K: Лізин

L: Лейцин

M: Метіонін

N: Аспарагін

P: Пролін

Q: Глутамін

R: Аргінін

S: Серин

T: Треонін

V: Валін

W: Триптофан

Кодований геном білок за функцією належить до ліпопротеїнів. 
Задіяний у таких біологічних процесах, як альтернативний сплайсинг, метилювання. 
Білок має сайт для зв'язування з нуклеотидами, ГТФ. 
Локалізований у клітинній мембрані, мембрані.